# チャック・メルトン
チャック・メルトン（Chuck Melton、1978年8月20日 - ）は、アメリカ合衆国の車いすラグビー選手。アメリカ合衆国マディソンビル出身。

## 略歴
2002年、車いすラグビーを始めた。なおパラリンピックではリオデジャネイロ大会・東京大会にアメリカ代表に選ばれてリオデジャネイロ大会・東京大会で銀メダル獲得。